# Hyposmocoma endryas
Hyposmocoma endryas is een vlinder uit de familie van de prachtmotten (Cosmopterigidae). De wetenschappelijke naam van de soort is voor het eerst geldig gepubliceerd in 1915 door Edward Meyrick.